# Elevador da Glória
L'Elevador da Glória è una funicolare che si trova nella città di Lisbona e che collega Praça dos Restauradores con il Jardim de São Pedro de Alcântara.
L'Elevador da Glória, così come gli altri elevador attualmente in funzione nella capitale lusitana, è stato progettato dall'ingegnere portoghese Raoul Mesnier de Ponsard ed è di proprietà della Carris ed è il più attivo dei quattro trasportando ogni anno più di 3 milioni di passeggeri.